# Damian Clara
Damian Clara, född 13 januari 2005 i Brunico, Italien, är en italiensk ishockeymålvakt som spelar för Brynäs IF i SHL.

## Klubbar
- Brynäs IF 2023/24, 2025-
- Kärpät 2025
- Färjestad BK 2022, 2024